# Abundisporus roseoalbus
Abundisporus roseoalbus är en svampart som först beskrevs av Franz Wilhelm Junghuhn, och fick sitt nu gällande namn av Leif Ryvarden 1999. Abundisporus roseoalbus ingår i släktet Abundisporus och familjen Polyporaceae.   Inga underarter finns listade i Catalogue of Life.